# Pölle 35 (Quedlinburg)

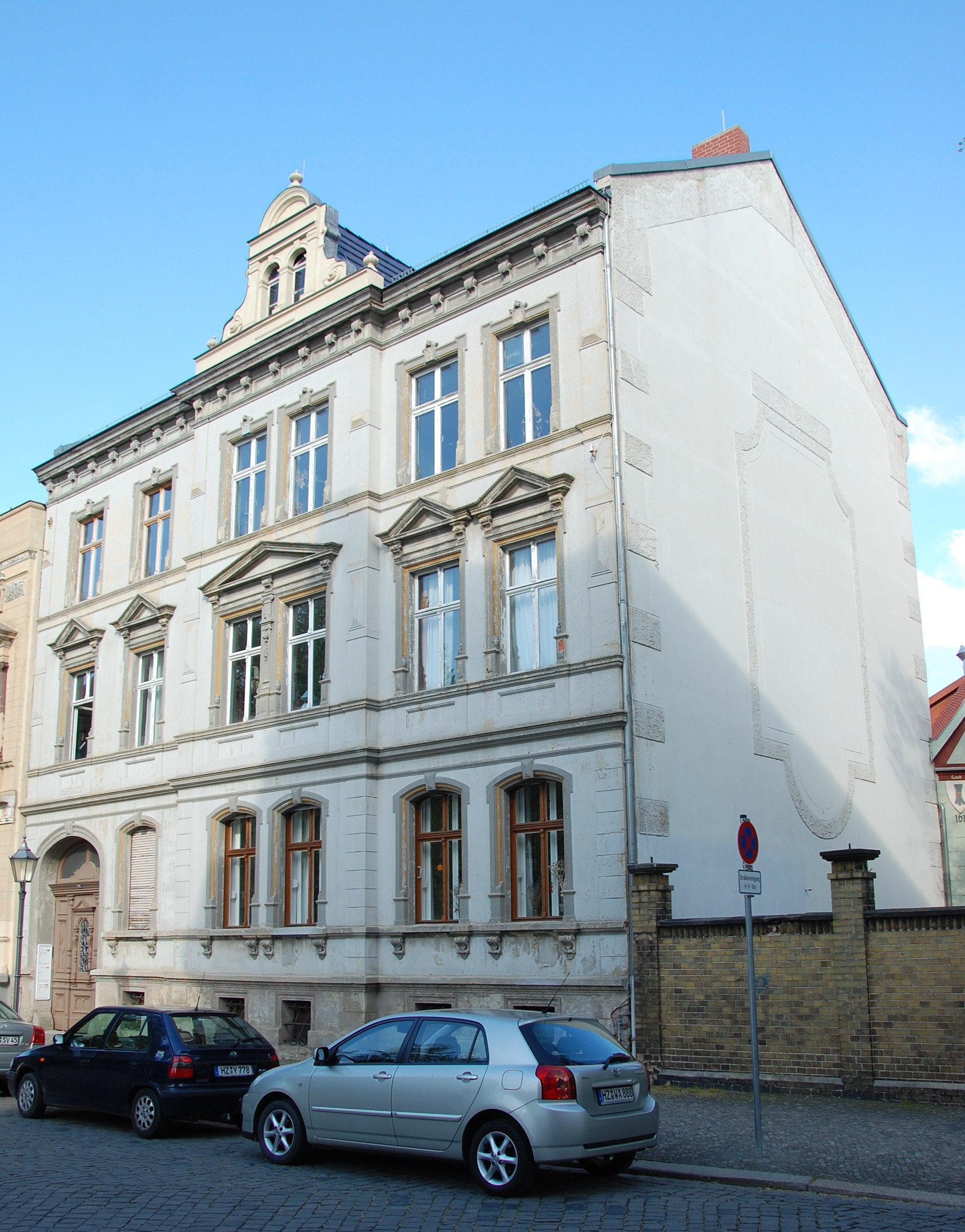
Pölle 35

Das Haus Pölle 35  ist ein denkmalgeschütztes Gebäude in der Stadt Quedlinburg in Sachsen-Anhalt.

## Lage
Es befindet sich im östlichen Teil der historischen Quedlinburger Altstadt auf der Westseite eines Platzes, der durch die Einmündung der Straße Mummental auf die Straße Pölle am GutsMuthsplatz entsteht. Im Quedlinburger Denkmalverzeichnis ist es als Wohnhaus eingetragen. Nördlich grenzt das gleichfalls denkmalgeschützte Haus GutsMuthsstraße 1 an.

## Architektur und Geschichte
Das in massiver Bauweise errichtete dreigeschossige Mietshaus entstand in den Jahren 1898/99 im Stil des Historismus. Die Fassade ist stark durch Putzelemente gegliedert. 
Bis 1899 bestand ein etwas weiter nördlich, im Bereich der heutigen GutsMuthsstraße und dem Haus GutsMuthsstraße 1, gelegenes Gebäude, welches die Adresse Pölle 35 trug und als von Thale-Freihaus bezeichnet wurde und im 19. Jahrhundert das Gasthaus an der Pölle beherbergte.